# تشارلز إل. كان
تشارلز إل. كان (بالإنجليزية: Charles L. Kane) هو فيزيائي أمريكي، ولد في 1 ديسمبر 1951 في فيلادلفيا في الولايات المتحدة.